# 格奥尔格·施特罗布尔
格奥尔格·施特罗布尔（德語：Georg Strobl，1910年2月9日—1991年5月10日），德国男子冰球运动员。他曾代表德国参加1932年和1936年冬季奥林匹克运动会冰球比赛，其中1932年冬季奥运会获得一枚铜牌。